# Małkocin
Małkocin – wieś w Polsce położona w województwie zachodniopomorskim, w powiecie stargardzkim, w gminie Stargard.
W latach 1975–1998 miejscowość administracyjnie należała do województwa szczecińskiego.

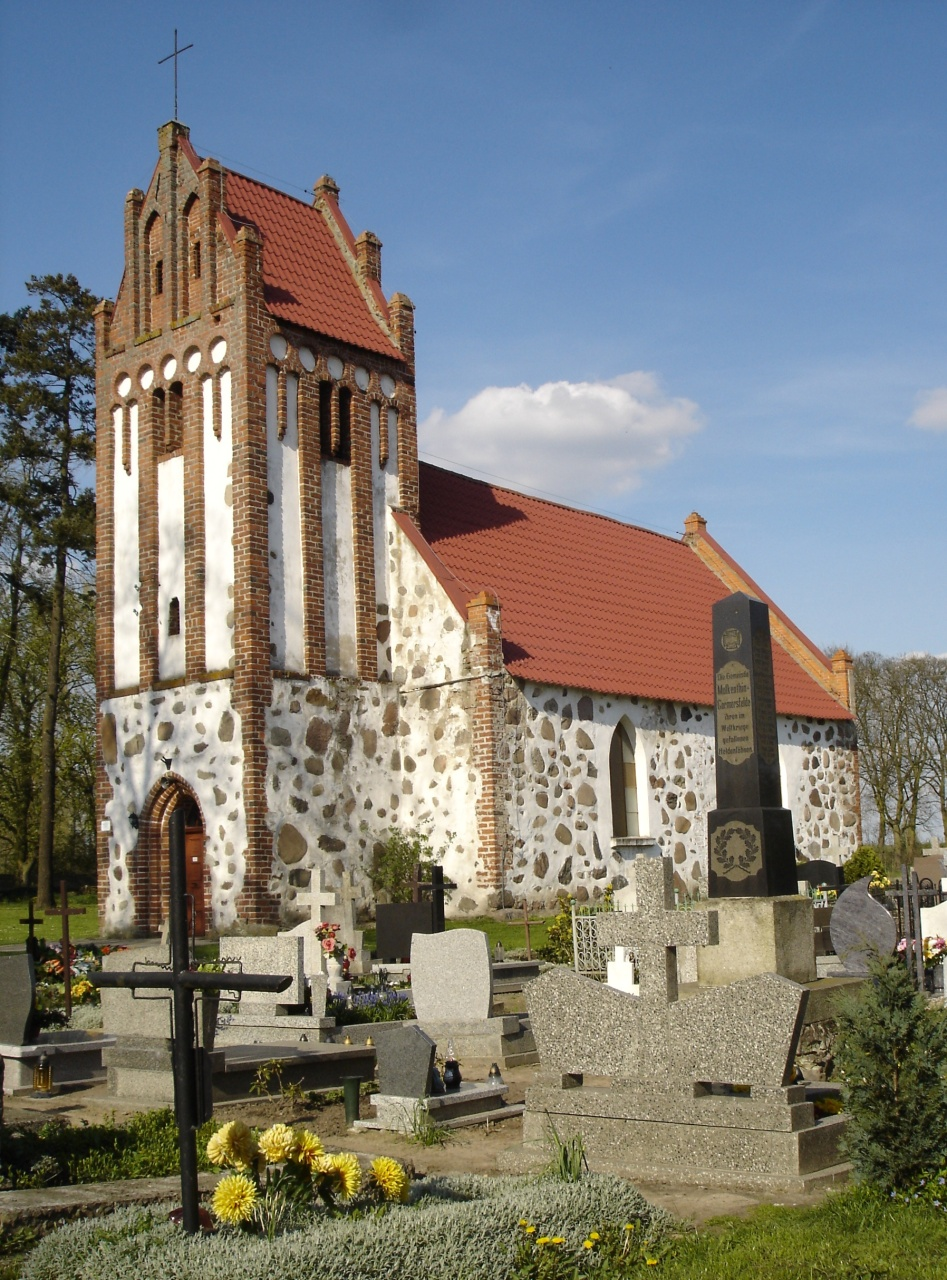
Kościół pw. Świętego Józefa Oblubieńca i obelisk ku czci poległych mieszkańców w czasie I wojny światowej

Wieś typu ulicówka o układzie południkowym, położona nad rzeką Małką, 7 km na północ od Stargardu, przy nieczynnej linii Stargardzkiej Kolei Wąskotorowej.
Początki istnienia wsi sięgają IX-X wieku, świadczą o tym ślady grodziska nad Małką. W latach 1490–1790 Małkocin był lennem rodziny Weyer, zaś od 1867 do 1945 należał do rodu von Leoper.
W centralnej części wsi w XV wieku wzniesiono salowy kościół pw. św. Józefa Oblubieńca, który w końcu XVI wieku uległ spaleniu. Świątynię odbudowano dopiero w 1854. Wieża kościelna wykonana z ciosów granitowych i cegieł na planie kwadratu, o zdobieniach wzorowanych na wieżach kościoła Mariackiego w Stargardzie. W kościele zachowały się dwa oryginalne witraże z 1888 i 1903, dzwon z 1594, dziewiętnastowieczna pseudogotycka wapienna chrzcielnica oraz starsza granitowa na zewnętrznej ścianie kościoła.
Na przykościelnym cmentarzu wznosi się obelisk wykonany z czarnego granitu poświęcony mieszkańcom Małkocina i Małkowin poległym podczas I wojny światowej.
Na północno-zachodnim skraju wsi znajduje się założenie rezydencjonalne, w skład którego wchodzi XIX-wieczny dwupiętrowy pałac w stylu klasycystycznym przedłużony o salę balową, neobarokowe elewacje z pozornym ryzalitem. Do pałacu zespół parkowy (5 ha) z ciekawą architekturą krajobrazu i wiekowymi okazami drzew. Obecnym właścicielem pałacu oraz parku jest Uniwersytet Szczeciński. Obok pałacu zobaczyć można kompleks dawnych, kamienno-ceglanych budynków folwarcznych.
Przy drodze do Warchlina zachował się murowany gołębnik w kształcie wieży z XIX wieku.
Swoją siedzibę ma tutaj klub sportowy "Orzeł" (A-klasa piłki nożnej).